# 克里斯·班瓦
克里斯·班瓦（英語：Chris Benoit，1967年5月21日—2007年6月24日），本名克里斯托弗·麥可·班瓦（Christopher Michael Benoit），加拿大籍職業摔角選手。他曾在新日本職業摔角、極限冠軍摔角、世界冠軍摔角、世界摔角娛樂（WWE）献艺。在世時曾是美國最好的技术型选手之一。
2007年6月25日被发现和他的妻儿死于家中。警方调查後認為他有計畫的殺死妻儿然后上吊自杀，解剖後發現班瓦因長期服用藥物，大腦老化至八十歲左右程度。WWE原本計畫要在節目上追思班瓦，在警方公布班瓦殺妻殺子的行徑之後WWE官方迅速與班瓦做出切割，馬上取消所有追思環節，也對旗下所有選手下封口令，沒有WWE公司允許不得對外公開談論班瓦。